# U-Bahnhof Richtweg
Der U-Bahnhof Richtweg ist eine der drei Stationen der Hamburger U-Bahn auf dem Gebiet der Stadt Norderstedt. Er wurde im September 1996 im Zuge der Verlängerung der Linie U1 bis Norderstedt Mitte eröffnet. Zuvor war an etwa der gleichen Stelle der Haltepunkt Richtweg der Alsternordbahn. Deren Anlagen wurden in diesem Bereich nach der U-Bahn-Verlängerung abgebaut.
Die Station Richtweg gehört, wie die dazugehörende Strecke, der Verkehrsgesellschaft Norderstedt (VGN), einem Tochterunternehmen der Stadtwerke Norderstedt. Das Architekturbüro war Rintz, Baas und Schulte.
Das Kürzel der Station bei der Betreiber-Gesellschaft Hamburger Hochbahn lautet „RW“. Der Abstand zur Nachbarhaltestelle Norderstedt Mitte beträgt etwa 1,4 Kilometer, bis nach Garstedt sind es knapp 1,3 Kilometer. Täglich steigen hier 1.500 Personen ein und aus (mo–fr, 2020).

## Lage
Die Station liegt im größten Norderstedter Stadtteil Garstedt, etwa an der Stelle des gleichnamigen Haltepunktes der Alsternordbahn, die hier bis 1996 entlangführte. Sie befindet sich auf Geländeebene und verfügt über zwei 120 m lange Seitenbahnsteige. Der einzige Zugang befindet sich auf der Nordseite. Die Verbindung der beiden Bahnsteige erfolgt über ein Brückenbauwerk über die U-Bahn-Gleise, in dem sich ein Umspannwerk mit Gleichrichteranlage und weitere Schaltanlagen zur Stromeinspeisung (750 Volt Gleichstrom) befinden. Durch Rampen zur Verbindungsbrücke ist die Station barrierefrei erreichbar.
| Linie | Verlauf |
| ----- | --- |
| U 1   | Norderstedt Mitte – Richtweg – Garstedt – Ochsenzoll – Kiwittsmoor – Langenhorn Nord – Langenhorn Markt – Fuhlsbüttel Nord – Fuhlsbüttel – Klein Borstel – Ohlsdorf – Sengelmannstraße (City Nord) – Alsterdorf – Lattenkamp (Sporthalle) – Hudtwalckerstraße – Kellinghusenstraße – Klosterstern – Hallerstraße – Stephansplatz (Oper/CCH) – Jungfernstieg – Meßberg – Steinstraße – Hauptbahnhof Süd – Lohmühlenstraße – Lübecker Straße – Wartenau – Ritterstraße – Wandsbeker Chaussee – Wandsbek Markt – Straßburger Straße – Alter Teichweg – Wandsbek-Gartenstadt – Trabrennbahn – Farmsen – Oldenfelde – Berne – Meiendorfer Weg – Volksdorf / Streckenast Ohlstedt – Buckhorn – Hoisbüttel – Ohlstedt \ Streckenast Großhansdorf – Buchenkamp – Ahrensburg West – Ahrensburg Ost – Schmalenbeck – Kiekut – Großhansdorf |